# Ichnestoma pringlei
Ichnestoma pringlei är en skalbaggsart som beskrevs av Perissinotto, Smith och Stobbia 1999. Ichnestoma pringlei ingår i släktet Ichnestoma och familjen Cetoniidae. Inga underarter finns listade i Catalogue of Life.